# Pseudisthmiade larrei
Pseudisthmiade larrei är en skalbaggsart som beskrevs av Tavakilian och Peñaherrera 2005. Pseudisthmiade larrei ingår i släktet Pseudisthmiade och familjen långhorningar. Inga underarter finns listade i Catalogue of Life.